# Episodi de Il medico di campagna (settima stagione)
La settima stagione della serie televisiva Il medico di campagna è stata trasmessa in anteprima in Germania dalla ZDF tra il 23 febbraio 1996 e il 17 maggio 1996.
| nº | Titolo originale         | Titolo italiano | Prima TV Germania | Prima TV Italia |
| -- | ------------------------ | --------------- | ----------------- | --------------- |
| 1  | Unter Strom              |                 | 23 febbraio 1996  |                 |
| 2  | Der Schwiegermutterstuhl |                 | 1º marzo 1996     |                 |
| 3  | Hand in Hand             |                 | 8 marzo 1996      |                 |
| 4  | Das Findelkind           |                 | 15 marzo 1996     |                 |
| 5  | Beefsteak Tatar          |                 | 22 marzo 1996     |                 |
| 6  | Marion                   |                 | 29 marzo 1996     |                 |
| 7  | Der Unfall               |                 | 5 aprile 1996     |                 |
| 8  | Urlaub                   |                 | 12 aprile 1996    |                 |
| 9  | Die Liebesinsel          |                 | 19 aprile 1996    |                 |
| 10 | Schwere Tage             |                 | 26 aprile 1996    |                 |
| 11 | Wiedersehen macht Freude |                 | 3 maggio 1996     |                 |
| 12 | Ansteckungsgefahr        |                 | 10 maggio 1996    |                 |
| 13 | Top Secret               |                 | 17 maggio 1996    |                 |